# Dieter Villalpando
Dieter Daniel Villalpando Pérez, noto semplicemente come Dieter Villalpando (Città del Messico, 4 agosto 1991), è un calciatore messicano, centrocampista del Juárez.

## Caratteristiche tecniche
È un centrocampista centrale.

## Carriera

### Club
Cresciuto nel settore giovanile del Pachuca, ha esordito in prima squadra il 2 maggio 2014 disputando l'incontro di Primera División pareggiato 1-1 contro il Pumas UNAM

### Nazionale
Nel 2023 ha giocato una partita con la nazionale messicana.